# Charles Pierre Rouxin
Charles Pierre Rouxin est un homme politique français né le 20 avril 1814 à Saint-Malo (Ille-et-Vilaine) et mort dans la même ville le 11 décembre 1891.

## Biographie
Charles Pierre Rouxin est le fils du procureur Pierre Charles Marie sieur des Touches (Tinténiac 1790 - mort à Saint-Jouan de l'Isle 1857) et de Marie Hervoches du Quilliou (Dol 1789 -1856). Il épouse à Saint-Malo le 12 avril 1836 Caroline Blaize (née le 3 janvier 1813), fille de l'armateur malouin et député d'Ille-et-Vilaine Louis Blaize de Maisonneuve et de Charlotte Hercouet (1786-1832), dont six enfants. 
Après ses études de droit, il devient avocat. Nommé maire de Saint-Malo de 1855 à 1870, il est député d'Ille-et-Vilaine de 1869 à octobre 1870, siégeant avec la majorité dite « dynastique », soutenant le l'Empire libéral.
Aux élections législatives de 1877, il est réélu comme bonapartiste par la 2e circonscription de l'Ille-et-Vilaine mais il est invalidé par la Chambre et son siège est attribué le 24 novembre à Eugène Durand

## Iconographie
- Sa statue fut réalisée par le sculpteur Alfred Caravanniez et se trouve au cimetière de Rocabey à Saint-Malo ou Rouxin fut inhumé.

## Sources
- « Charles Pierre Rouxin », dans Adolphe Robert et Gaston Cougny, Dictionnaire des parlementaires français, Edgar Bourloton, 1889-1891 [détail de l’édition]
- Gilles Foucqueron, Saint Malo 2000 ans d'Histoire, archives municipales de Saint Malo